# Найстет, Кейси
Кейси Оуэн Найстет (англ. Casey Owen Neistat; /ˈkeɪsi ˈnaɪstæt/; род. 25 марта 1981) — американский кинорежиссёр, ютубер и соучредитель компании — разработчика социальной сети Beme. Кейси и его брат Вэн являются создателями сериала «The Neistat Brothers» на канале HBO.

## Ранние годы
Найстет родился в Гейлс-Ферри, штат Коннектикут, 25 марта 1981 года.Он бросил школу в 10-м классе в возрасте 15 лет и больше не вернулся в школу и не обучался. Позже он убежал из дома, а затем его девушка забеременела первым ребенком Кейси — Оуэном. С 17 до 20 лет он жил в трейлерном парке со своей подругой Робин Харрис и своим маленьким сыном. Именно в это время Найстет решил переехать в Нью-Йорк. До переезда в Нью-Йорк Найстет работал посудомойщиком в ресторане и поваром в Мистике, штат Коннектикут. Работа курьером была его первой работой в Нью-Йорке.

## Личная жизнь
Когда Найстету было 17 лет, у него с девушкой Робин Харрис появился сын, Оуэн. Впервые Найстет был женат на Кэндис Пул; они сбежали в Хьюстон, штат Техас, в 2005 году. Этот брак длился около месяца и был расторгнут. 18 февраля 2013 года Найстет снова обручился с Кэндис Пул, которая снялась во многих его фильмах. 29 декабря 2013 года Кэндис и Кейси поженились в Кейптауне, Южная Африка. У них есть дочь Франсин.
По состоянию на апрель 2013 года Кейси Найстет владел 7 автомобилями, в том числе его третьим автомобилем был синий грузовик, который взорвался на обочине I-95, а пятым автомобилем был BMW 530i Touring 1994 года выпуска.
12 октября 2018 года Нейстат загрузил видео под названием «У нас родился ребенок», где он объявил, что его жена родила девочку.
10 мая 2019 года в видео под названием «Я уезжаю из Нью-Йорка навсегда…», Нейстат объявил, что он покинет Нью-Йорк и переедет в Лос-Анджелес, чтобы больше времени проводить со своей семьей.

## 368
5 апреля 2018 года Кейси анонсировал новый проект: 368 (названный в честь адреса его студии, 368 Broadway, New York), творческое пространство для совместной работы авторов. 12 апреля генеральный директор Patreon Джек Конти объявил о потенциальном сотрудничестве с Найстетом в рамках данного проекта.

## Фильмография

### Фильмы
| Год  | Фильм                        | В титрах как | В титрах как   | В титрах как | В титрах как | В титрах как | Заметки |
| Год  | Фильм                        | Режиссер     | Продюсер       | Автор        | Актер        | Роль         | Заметки |
| ---- | ---------------------------- | ------------ | -------------- | ------------ | ------------ | ------------ | ------- |
| 2008 | The Pleasure of Being Robbed | Нет          | Исполнительный | Нет          | Нет          |              | [ 19 ]  |
| 2009 | Daddy Longlegs               | Нет          | Да             | Нет          | Нет          |              |         |
| 2011 | 3x3                          | Да           | Нет            | Нет          | Нет          |              |         |
| 2016 | Nerve                        | Нет          | Нет            | Нет          | Да           | Себя         | [ 20 ]  |
| 2020 | Проект «Сила»                | Нет          | Нет            | Нет          | Да           | Мото         |         |

### Телевидение
| Год  | Фильм                | В титрах как | В титрах как | В титрах как | В титрах как | В титрах как | Заметки  |
| Год  | Фильм                | Режиссер     | Продюсер     | Автор        | Актер        | Роль         | Заметки  |
| ---- | -------------------- | ------------ | ------------ | ------------ | ------------ | ------------ | -------- |
| 2010 | The Neistat Brothers | Да           | Да           | Да           | Да           |              | [ 4 ]    |
| 2011 | Alter Egos           | Нет          | Нет          | Да           | Нет          |              | 1 эпизод |

## Награды и номинации
| Год  | Награда                   | Номинация                | Результат | Заметки                              |
| ---- | ------------------------- | ------------------------ | --------- | ------------------------------------ |
| 2010 | Independent Spirit Awards | John Cassavetes Award    | Победа    | с Томом Скоттом                      |
| 2016 | Shorty Awards             | YouTuber of the Year     | Победа    | [ 21 ]                               |
| 2016 | GQ Men of the Year        | New Media Star           | Победа    | [ 22 ]                               |
| 2016 | Streamy Awards            | Entertainer of the Year  | Номинация |                                      |
| 2016 | Streamy Awards            | Best First-Person Series | Победа    |                                      |
| 2016 | Streamy Awards            | Best Editing             | Победа    |                                      |
| 2017 | Streamy Awards            | Creator of the Year      | Номинация |                                      |
| 2017 | Streamy Awards            | First Person             | Номинация |                                      |
| 2017 | Streamy Awards            | Cinematography           | Победа    |                                      |
| 2017 | Streamy Awards            | Editing                  | Номинация |                                      |
| 2018 | Streamy Awards            | Creator of the Year      | Номинация |                                      |
| 2018 | Streamy Awards            | First Person             | Номинация |                                      |
| 2018 | Streamy Awards            | Cinematography           | Номинация |                                      |
| 2018 | Streamy Awards            | Editing                  | Номинация |                                      |
| 2018 | Streamy Awards            | Podcast                  | Номинация | Couples Therapy with Candice & Casey |